# Correbia flavata
Correbia flavata là một loài bướm đêm thuộc phân họ Arctiinae, họ Erebidae.